# Presidente facente funzione degli Stati Uniti d'America
Il presidente facente funzione degli Stati Uniti d'America è una persona che esercita legalmente i poteri e i doveri del presidente degli Stati Uniti pur non detenendo la carica per proprio diritto. Esiste una linea di successione presidenziale prestabilita secondo la quale i funzionari del governo federale degli Stati Uniti possono essere chiamati a svolgere il ruolo di presidente facente funzione se il presidente in carica diventa incapace, muore, si dimette o viene rimosso dall'incarico (tramite impeachment da parte della Camera dei Rappresentanti e successiva condanna da parte del Senato) durante il suo mandato quadriennale; oppure se un presidente eletto non è stato scelto prima del giorno dell'Insediamento o non ha soddisfatto i requisiti entro tale data.
La successione presidenziale è menzionata più volte nella Costituzione degli Stati Uniti: Articolo II, Sezione 1, Clausola 6, il Ventesimo Emendamento e il Venticinquesimo Emendamento. Il Vicepresidente è l'unico funzionario esplicitamente nominato nella Costituzione come successore presidenziale. La clausola di successione dell'Articolo II autorizza il Congresso a designare quali funzionari federali potrebbero accedere alla presidenza se il vicepresidente non fosse in grado di farlo, una situazione che non si è mai verificata. L'attuale Legge sulla Successione Presidenziale è stata adottata nel 1947 e rivista l'ultima volta nel 2006. L'ordine di successione è il seguente: il Vicepresidente, il Presidente della Camera dei Rappresentanti, il presidente pro tempore del Senato e poi i capi idonei dei dipartimenti esecutivi federali che formano il Gabinetto del presidente nell'ordine di creazione del dipartimento, a partire dal Segretario di Stato.
Il vicepresidente assume immediatamente la presidenza in caso di morte, dimissioni o rimozione del presidente dall'incarico. Allo stesso modo, se un presidente eletto dovesse morire durante il periodo di transizione, o rifiutare di prestare servizio, il vicepresidente eletto diventerebbe presidente il Giorno dell'Insediamento. Un vicepresidente può anche diventare presidente facente funzione se il presidente diventa incapace; qualora la presidenza e la vicepresidenza diventassero entrambe vacanti, il successore statutario chiamato non diventerebbe presidente ma fungerebbe solo da presidente facente funzione. Ad oggi, tre vicepresidenti hanno brevemente servito come presidenti facenti funzione. Nessun altro più in basso nella linea di successione presidenziale ha mai ricoperto tale ruolo.

## Disposizioni costituzionali

### Requisiti di eleggibilità
I requisiti per diventare presidente facente funzione sono gli stessi richiesti per la carica di presidente. L'Articolo II, Sezione 1, Clausola 5 della Costituzione prescrive tre requisiti di eleggibilità per la presidenza. Al momento dell'assunzione della carica, è necessario essere cittadino statunitense per nascita, avere almeno trentacinque anni ed essere stato residente negli Stati Uniti per almeno quattordici anni.

### Successione
L'Articolo II, Sezione 1, Clausola 6 pone il vicepresidente al primo posto nella linea di successione. Inoltre, conferisce al Congresso il potere di stabilire per legge chi dovrebbe agire come presidente nel caso in cui né il presidente né il vicepresidente fossero in grado di servire.
Due emendamenti costituzionali approfondiscono il tema della successione presidenziale e colmano le lacune emerse nel tempo nella disposizione originale:
La Sezione 3 del Ventesimo Emendamento stabilisce che se il presidente eletto muore prima dell'inizio del suo mandato, il vicepresidente eletto diventa presidente il Giorno dell'Insediamento e serve per l'intero mandato per cui il presidente eletto era stato scelto. Stabilisce inoltre che, se il Giorno dell'Insediamento non è stato scelto un presidente o il presidente eletto non soddisfa i requisiti per la presidenza, il vicepresidente eletto agisce come presidente fino a quando non viene scelto un presidente o il presidente eletto non soddisfa i requisiti. Autorizza inoltre il Congresso a provvedere nei casi in cui né un presidente eletto né un vicepresidente eletto abbiano i requisiti necessari.
Le Sezioni 3 e 4 del Venticinquesimo Emendamento prevedono situazioni in cui il presidente è temporaneamente o indefinitamente impossibilitato a svolgere i poteri e i doveri del suo ufficio: La Sezione 3 consente al presidente di trasferire volontariamente i propri poteri e doveri (ma non la carica stessa) al vicepresidente (che diventa presidente facente funzione), notificandolo al presidente pro tempore del Senato e al presidente della Camera dei Rappresentanti. Il vicepresidente rimane presidente facente funzione fino a quando il presidente non è in grado di riprendere i suoi poteri e doveri. La Sezione 4 fornisce un meccanismo per rimuovere i poteri e i doveri del presidente senza il suo consenso. Viene invocata quando il vicepresidente e la maggioranza dei 15 segretari di Gabinetto scrivono al presidente pro tempore del Senato e al presidente della Camera per notificare loro che il presidente non è in grado di svolgere i suoi poteri e doveri.

## Storia

### Prima del Venticinquesimo Emendamento
Il 4 aprile 1841, solo un mese dopo il suo insediamento, William Henry Harrison morì diventando il primo presidente degli Stati Uniti a morire in carica. In seguito, si verificò una crisi costituzionale sulla disposizione ambigua della successione presidenziale (Articolo II, Sezione 1, Clausola 6).
Poco dopo la morte di Harrison, il suo Gabinetto si riunì e decise che John Tyler, vicepresidente di Harrison, avrebbe assunto le responsabilità della presidenza con il titolo di "Vicepresidente facente funzione di Presidente". Tuttavia, invece di accettare questo titolo proposto, Tyler affermò che la Costituzione gli conferiva pieni e incondizionati poteri della presidenza e si fece giurare come presidente; questo stabilì un precedente fondamentale per il trasferimento ordinato del potere dopo la morte di un presidente.

### Dopo il Venticinquesimo Emendamento
Proposto dall'89º Congresso e successivamente ratificato dagli stati nel 1967, il Venticinquesimo Emendamento, come notato sopra, ha stabilito procedure formali per affrontare i casi di incapacità e successione presidenziale. Al 2025, i poteri del presidente sono stati trasferiti solo in conformità con la Sezione 3, che copre il trasferimento volontario di poteri e doveri. La Sezione 4, che copre il trasferimento involontario di poteri e doveri, non è mai stata invocata da quando l'emendamento è entrato in vigore. Tre vicepresidenti hanno servito come presidenti facenti funzione in quattro occasioni, ciascuna mentre il presidente si sottoponeva a una procedura medica sotto anestesia generale.
| Presidente facente funzioni | Data             | Ora inizio-fine | Presidente     | Motivo                          |
| --------------------------- | ---------------- | --------------- | -------------- | ------------------------------- |
| George H. W. Bush           | 13 luglio 1985   | 11:28-19:22     | Ronald Reagan  | Rimozione di un cancro al colon |
| Dick Cheney                 | 29 giugno 2002   | 7:09-9:24       | George W. Bush | Colonoscopia                    |
| Dick Cheney                 | 21 luglio 2007   | 7:16-9:21       | George W. Bush | Colonoscopia                    |
| Kamala Harris               | 19 novembre 2021 | 10:10-11:35     | Joe Biden      | Colonoscopia                    |